# Joseph Bates

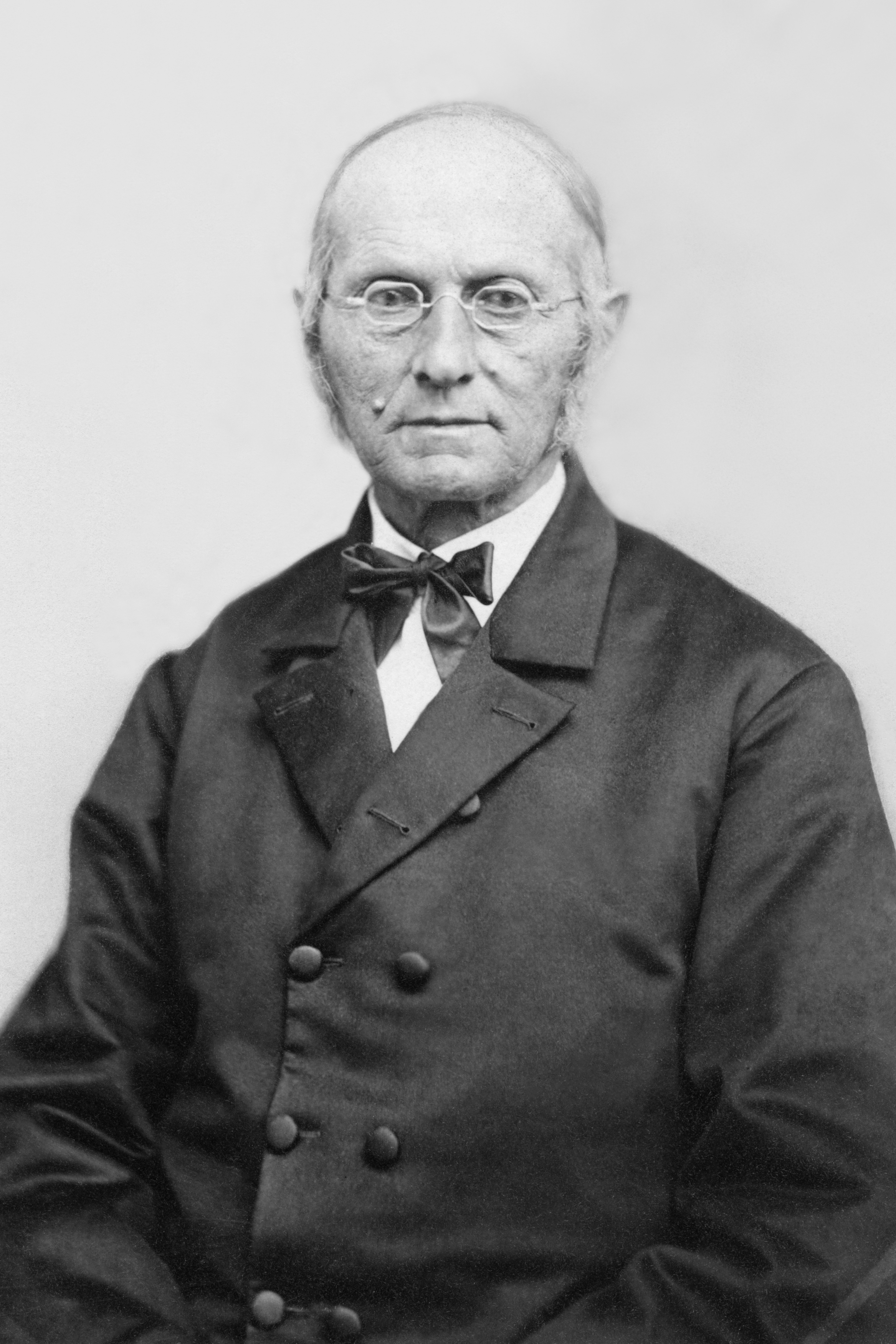
Joseph Bates

Joseph Bates (* 8. Juli 1792 in Rochester bei New Bedford, Massachusetts; † 19. März 1872 in Battle Creek, Michigan) war ein Schiffskapitän, Abstinenzler und Sozialreformer, milleritischer Laienprediger und Mitbegründer der Freikirche der Siebenten-Tags-Adventisten.
Joseph Bates war der bedeutendste Verkündiger der Sabbatlehre unter den Adventisten. Nachdem er im März 1845 den Sabbat angenommen hatte, gelang es ihm, viele Adventisten vom Sabbat zu überzeugen, unter ihnen Hiram Edson, F. B. Hahn, O.R.L. Crosier und James und Ellen G. White.